# Centropogon cazaletii
Centropogon cazaletii är en klockväxtart som beskrevs av Jeppesen. Centropogon cazaletii ingår i släktet Centropogon och familjen klockväxter. Inga underarter finns listade i Catalogue of Life.